# Bassline
Als Bassline (dt. ‚Basslinie‘) bezeichnet man in der Tontechnik die Tonspur, auf der das Bass-Instrument aufgenommen wird. Die Bassline bildet gemeinsam mit der Drumline (Aufnahmespur des Schlagzeugs) die Rhythmussektion einer Musikaufnahme.
Insbesondere im Bereich der elektronischen Musik kommen hierzu hauptsächlich Synthesizer-Klänge zum Einsatz. Die wohl geschichtsträchtigste Bassline eines Hardware-Synthesizers stammt aus dem Kultgerät TB-303, der 1983 von der japanischen Firma Roland auf den Markt gebracht wurde und mit dem Techno-Boom der 1990er Jahre zum Inbegriff für Acid House und Techno-Basslines wurde. Synthesizer wie der Minimoog oder die Roland SH-101 werden ebenfalls gerne für analoge Basslinien verwendet.